# Dąbrówka (Powiat Wołomiński)
Dąbrówka ist ein Dorf sowie Sitz der gleichnamigen Landgemeinde im Powiat Wołomiński der Woiwodschaft Masowien, Polen.

## Gemeinde
Zur Landgemeinde (gmina wiejska) Dąbrówka gehören folgende Ortschaften mit einem Schulzenamt (sołectwo):
Chajęty
Chruściele
Cisie
Czarnów
Dręszew
Działy Czarnowskie
Dąbrówka
Guzowatka
Józefów
Karolew
Karpin
Kowalicha
Kołaków
Kuligów
Lasków
Ludwinów
Marianów
Małopole
Ostrówek
Sokołówek
Stanisławów
Stasiopole
Teodorów
Trojany
Wszebory
Zaścienie
Ślężany